# Dominika Chorosińska
Dominika Małgorzata Chorosińska (de soltera Figurska; Elblag, 29 de diciembre de 1978) es una actriz y política de derecha polaca. Afiliada al partido Ley y Justicia, se desempeña como miembro del Sejm desde 2019.

## Filmografía
- 1999: Egzekutor
- 1999: Skok
- 2000: 6 dni strusia
- 2000: Enduro Bojz
- 2000: Nie ma zmiłuj
- 2001: Zostać miss
- 2002–2008: M jak miłość